# Pehr Henrik Nordgren
Pehr Henrik Nordgren (født 19. januar 1944 i Saltvik, Åland, død 25. august 2008 i Kaustinen, Finland) var en finsk komponist og musikolog.
Nordgren studerede komposition på Helsinki Universitet hos Joonas Kokkonen, og japansk folklore på Universitetet for Kunst og Musik i Tokyo. Han har skrevet 10 symfonier, orkesterværker, koncertmusik, kammermusik, operaer, korværker, vokalmusik, musik til tv, solostykker for mange instrumenter etc. Nordgren slog sig efter endt uddannelse ned i byen Kaustinen, og levede som freelance-komponist til sin død i 2008.

## Udvalgte værker
- Symfoni nr. 1 (1974) - for orkester
- Symfoni nr. 2 (1989) - for orkester
- Symfoni nr. 3 (1993) - for orkester
- Symfoni nr. 4 (1997) - for orkester
- Symfoni nr. 5 (1998) - for orkester
- Symfoni nr. 6 "Gensidig afhængighed" (1999-2000) - for sopran, tenor, kor og orkester
- Symfoni nr. 7 (2003) - for orkester
- Symfoni nr. 8 (2006) - for orkester
- Kammersymfoni (1996) - for orkester
- Symfoni (1978) - for strygeorkester
- 3 Klaverkoncerter (1975-2004) - for klaver og orkester